# John and Michael
John and Michael es un corto animado de 2004 de la directora Shira Avni sobre dos hombres con síndrome de Down que comparten una relación amorosa.
La película fue animada con arcilla retroiluminada en plexiglás, produciendo un efecto de vidrios de colores en movimiento. Avni hizo más de 14,000 pinturas para crear la película. El cortometraje es narrado por Brian Davis, una persona con discapacidad intelectual. John and Michael fue coproducido por Avni y Michael Fukushima de la National Film Board of Canadá.

## Premios y menciones especiales
John y Michael ha recibido una docena de premios y honores en festivales de cine, incluyendo un Golden Sheaf Award, el premio a la mejor guion original en el Inside Out Film and Video Festival, el premio al mejor corto documental en el DOXA Documentary Film Festival, el premio de cortometraje en el festival de cine Pink Apple, un premio Silver Remi en el Festival Internacional de Cine WorldFest-Houston y el premio al mejor corto animado en el Cinequest Film Festival.
| Año  | Lugar                                                            | País           | Categoría/Premio                                                                      | Resultado        |
| ---- | ---------------------------------------------------------------- | -------------- | ------------------------------------------------------------------------------------- | ---------------- |
| 2005 | Rencontres Internationales du Cinéma d'Animation                 | Francia        | Distinción Especial del Premio del Jurado Clase L CAV                                 | Mención especial |
| 2005 | International Film and Video Festival                            | Estados Unidos | Mención de honor - Categoría: Arte                                                    | Mención especial |
| 2005 | Q Cinema: Fort Worth's Gay & Lesbian International Film Festival | Estados Unidos | Mejor Corto de Animación                                                              | Ganadora         |
| 2006 | Lesbian & Gay Film Festival (Seattle)                            | Estados Unidos | Mención de honor                                                                      | Mención especial |
| 2006 | OutFlix Film Festival - International GLBT Film Festival         | Estados Unidos | Cortometrajes: Premio del Jurado                                                      | Ganadora         |
| 2006 | Golden Sheaf Awards /Short Film and Video Festival               | Canadá         | Animación: Golden Sheaf Award                                                         | Ganadora         |
| 2006 | Doxa - Documentary Film and Video Festival                       | Canadá         | Corto documental: Doxa                                                                | Ganadora         |
| 2006 | Inside Out Film and Video Festival                               | Canadá         | Premio al Mejor Guion Original: Premio JWR                                            | Ganadora         |
| 2006 | Pink Apple Film Festival                                         | Suiza          | Mejor cortometraje                                                                    | Ganadora         |
| 2006 | WorldFest - International Film Festival                          | Estados Unidos | Premio Silver Remi                                                                    | Ganadora         |
| 2006 | Cinequest                                                        | Estados Unidos | Mejor corto animado                                                                   | Ganadora         |
| 2006 | Picture This... Film Festival                                    | Canadá         | Premio de la Categoría de Animación: 10 – 30 minutos sobre un tema de la discapacidad | Ganadora         |